# Захаров-Чеченець Петро Захарович
Петро Захарович Захаров-Чеченець (1816, Даді-юрт — серпень 1846, Москва) — російський живописець — портретист, академік Імператорської Академії мистецтв. Єдиний у ХІХ столітті професійний художник чеченського походження.

## Біографія
У 1819 році, на початку Кавказької війни, російські солдати знайшли мертву жінку і немовля в чеченському аулі Даді-юрт, знищеному російськими військами за наказом генерала Олексія Петровича Єрмолова. Немовля вижило і було віддано на виховання козаку Захару Недоносову зі станиці Бороздіновської, у якого виховувався до 1823 року. На ім'я Недоносова дитина отримала своє прізвище та по батькові, ім'я йому вибрав сам Олексій Петрович. Пізніше Петро додав до свого прізвища слово «Чеченець».
Згідно з іншими джерелами, документи про долю Захарова до 1825 відсутні.
Підрослого Захарова взяв на виховання генерал Петро Миколайович Єрмолов. Здібності прийомного сина дивували його: "Дивний хлопчик Петрушка! Я про мого чеченця. Крім навчання грамоті, він малює все, що трапляється під руку. Мабуть, буде митець, і непоганий…", писав він своїй матері. Якийсь час вони жили в Тифлісі. Потім, вийшовши у відставку і переїхавши з сім'єю до Москви, Єрмолов віддав свого прийомного сина на навчання до художника-портретиста Лева Олександровича Волкова. У 1833 році Петра Захарова зарахували до Петербурзької академії мистецтв. Статут Академії не дозволяв приймати «інородців» і кріпаків, тому він був прийнятий вільним слухачем. У 1836 Петро Захаров закінчив Академію мистецтв, отримав атестат, право почесного потомственого громадянина і звання вільного художника. Ставши художником, він став підписувати свої картини «Захаров из чеченцов», «Захаров-Чеченец» чи «Захаров-Дадаюртский».
У серпні 1834 року був удостоєний Другої срібної медалі за картину «Стара, що ворожить у карти». Його популярність як художника швидко зростала. Він, як добрий портретист, був рекомендований, зокрема, Н. Н. Муравйову та Є. О. Арсеньєвій, яка хотіла замовити портрет свого онука — Михайла Лермонтова. Відомий художник Карл Брюллов називав Захарова своїм наступником у галузі портретного живопису.
Захаров товаришував із Михайлом Юрійовичем Лермонтовим. Є припущення, що саме непроста доля Петра Захарова надихнула Лермонтова на створення поеми «Мцирі».
1836 року Петро став доглядати Глафіру Львівну, дочку художника Лева Волкова, у якого навчався живопису. Захаровим було написано портрет своєї коханої. Але батьки визнали цю партію для своєї дочки невдалою. Глафіру відвезли на Кавказ і видали заміж за французького емігранта Бертьє де-ла-Гарда.
Щоб поправити матеріальне становище, у 1840 році Захаров вступив на службу до департаменту військових поселень Військового міністерства як рисувальника. «Втративши здоров'я і при тому надії бути відправленим за кордон, я підкорився долі, вирішив обрати хоч трохи, але вірний шматок хліба», — писав він у 1841 році. Але наступного року хвороба загострилася, і Захаров змушений був залишити службу.
У 1843 Захаров виконав поясний портрет генерала Олексія Єрмолова, за який Академія мистецтв удостоїла його золотої медалі і присвоїла звання академіка.

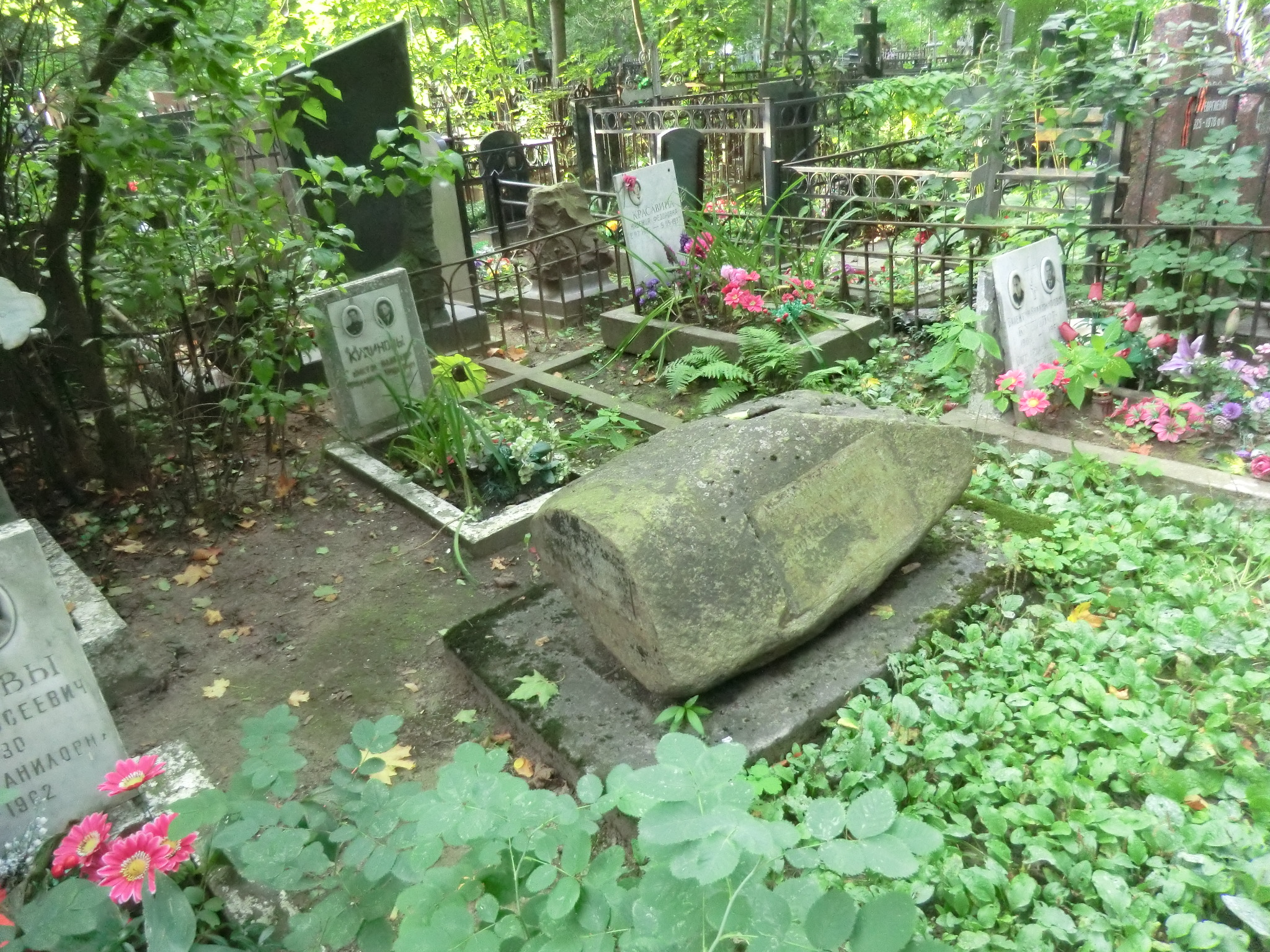
Могила подружжя Захарових

Згодом митець переїхав до Москви, де зблизився з сім'єю відомого лікаря І. П. Постнікова. 14 січня 1846 року у церкві Покрови Богородиці у Кудрині Захаров вінчався із сестрою Постнікова Олександрою Петрівною. Шафером на весіллі був генерал Олексій Петрович Єрмолов. Через кілька місяців О. П. Постнікова померла від сухот, і 15 червня її відспівали в тій же церкві.
Наприкінці літа 1846 року у Москві помер від сухот і сам художник. Він був похований на Ваганьківському цвинтарі. Місце поховання художника та його дружини довгий час вважалося загубленим, однак у липні 2017 року могила подружжя Захарових була виявлена дослідницею біографії Захарова, кандидатом філологічних наук Мадіною Хасмагомедівною Шахбієвою.

## Роботи
Із робіт Захарова відомі написані маслом портрети генерала А. П. Єрмолова, доктора Ф. І. Іноземцева (1844), професора Тимофія Грановського (1845) і Постникова (1845) і мальовані олівцем портрети сімейства Постнікова, доктора Івана Петровича Матюшенкова, композитора Петра Булахова, самого художника та ін. Усі ці твори перебувають у Третьяковській галереї, у Москві. Писав Захаров-Чеченець переважно портрети.

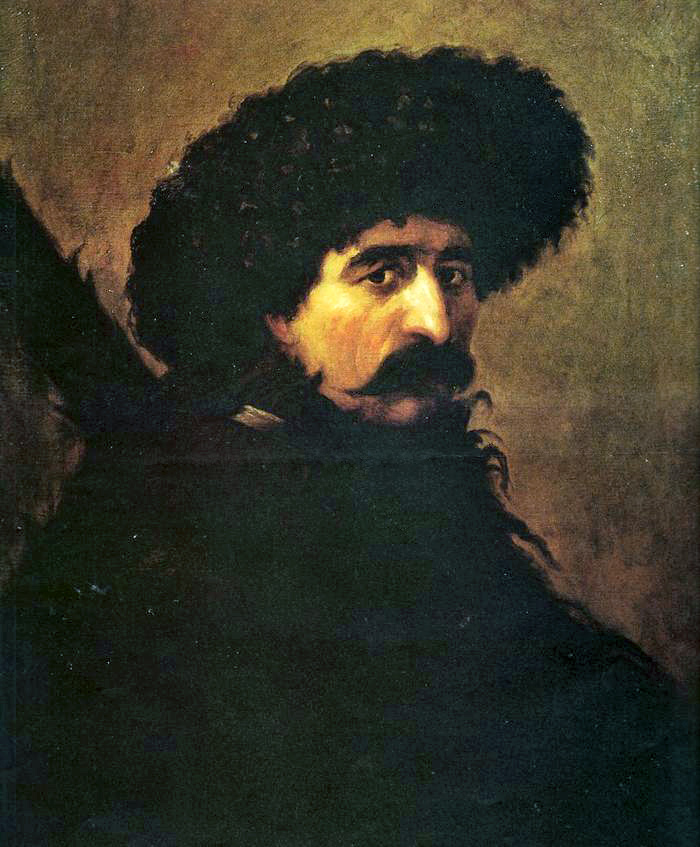
Портрет черкеса. Помилково вважався автопортретом. У 1843 році Захарову 27 років, зображений далекий від цього віку.

Поширена думка, що портрет горця у бурці є автопортретом Захарова. Людмила Маркіна заперечує це твердження. Вона вказує на той факт, що в 1843 році, коли писалася картина, Захарову було 27 років, а горець, зображений на портреті, явно старший.
Малюнки обмундирування, озброєння і прапорів, виконані Захаровим під час роботи у Департаменті військових поселень можна побачити у книзі А. У. Вісковатова «Історичний опис одягу та озброєння російських військ» (СПб., 1841—1862). Із 60 малюнків, зроблених ним за цей період, до 2011 було знайдено 37.
У 1929 кілька робіт Захарова з колекції Третьяковської галереї були передані в Чечено-Інгуський республіканський краєзнавчий музей у Грозному. У 1962—1963 роках ще кілька картин («Чеченець у бурці», «Портрет невідомого», три малюнки) було передано до новоствореного музею образотворчих мистецтв Чечено-Інгушетії. Усі вони вважаються зниклими в 1990—2000-х роках під час першої та другої російсько-чеченських воєн.
1944 року, після депортації чеченців та інгушів, Захаров також був «репресований» — створений ним портрет Лермонтова приписали пензлю Філіпа Будкіна. Але після реабілітації вайнахів було «реабілітовано» і справжнього автора портрета.
У 2012 році портрет Краєвського роботи Захарова було продано на аукціоні Сотбіс більш ніж за один мільйон фунтів.
У травні 2013 року в Парижі було виявлено раніше невідомий портрет Олексія Миколайовича Кірєєва (1843) пензля Петра Захарова. У березні 2018 року було знайдено виконаний аквареллю раніше невідомий портрет роботи Петра Захарова, на якому зображено ад'ютанта великого князя Михайла Павловича Якова Ростовцева. У грудні 2018 року знову придбано портрет родички М. Ю. Лермонтова Катерини Столипіна, виконаний техніці літографії. Оригінал картини зберігається у Художньому музеї імені Ц. З. Сампілова в Улан-Уде.
У 1977 було відомо близько 100 його робіт.

## Галерея

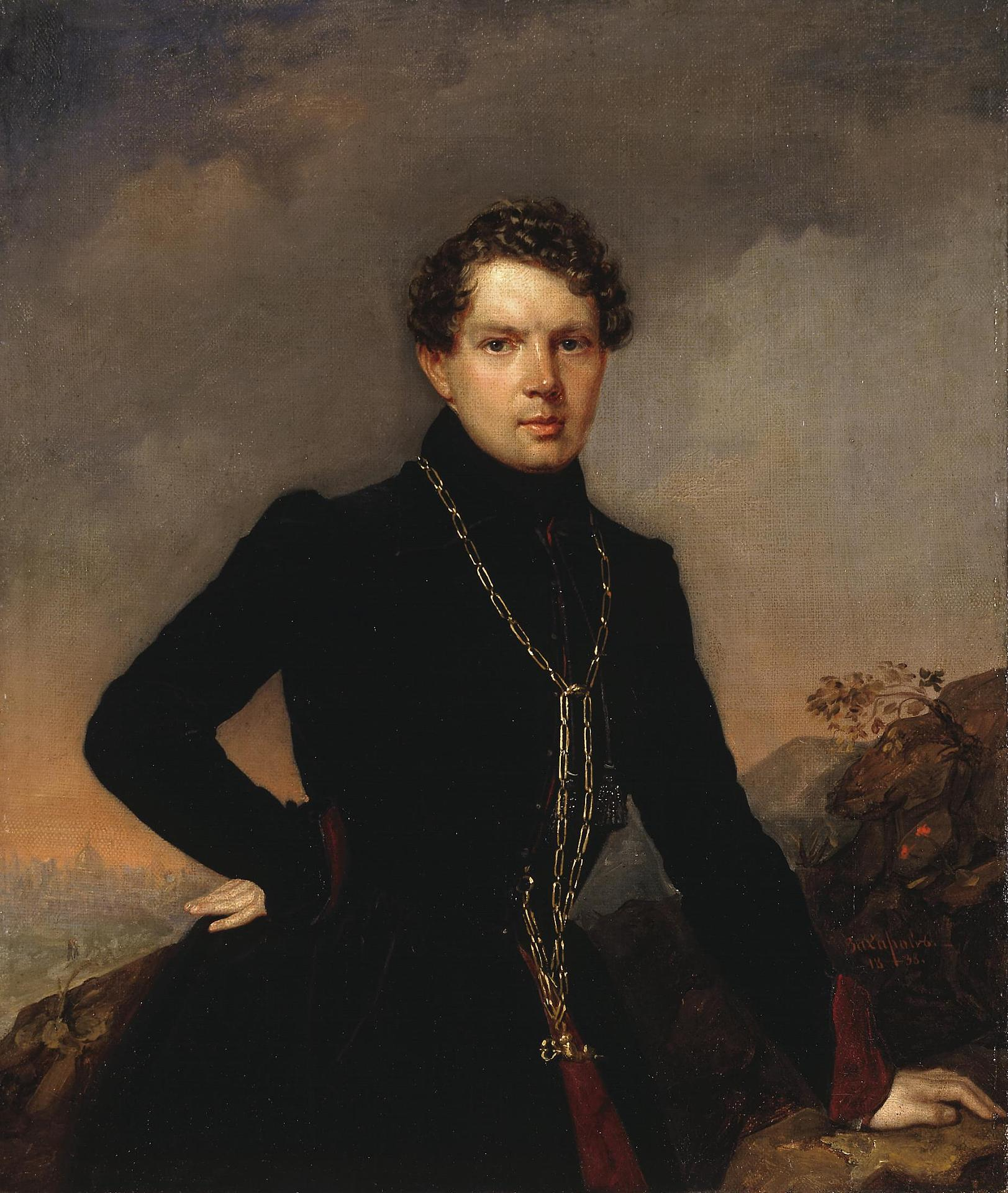
Портрет письменника А. М. Муравйова, 1838
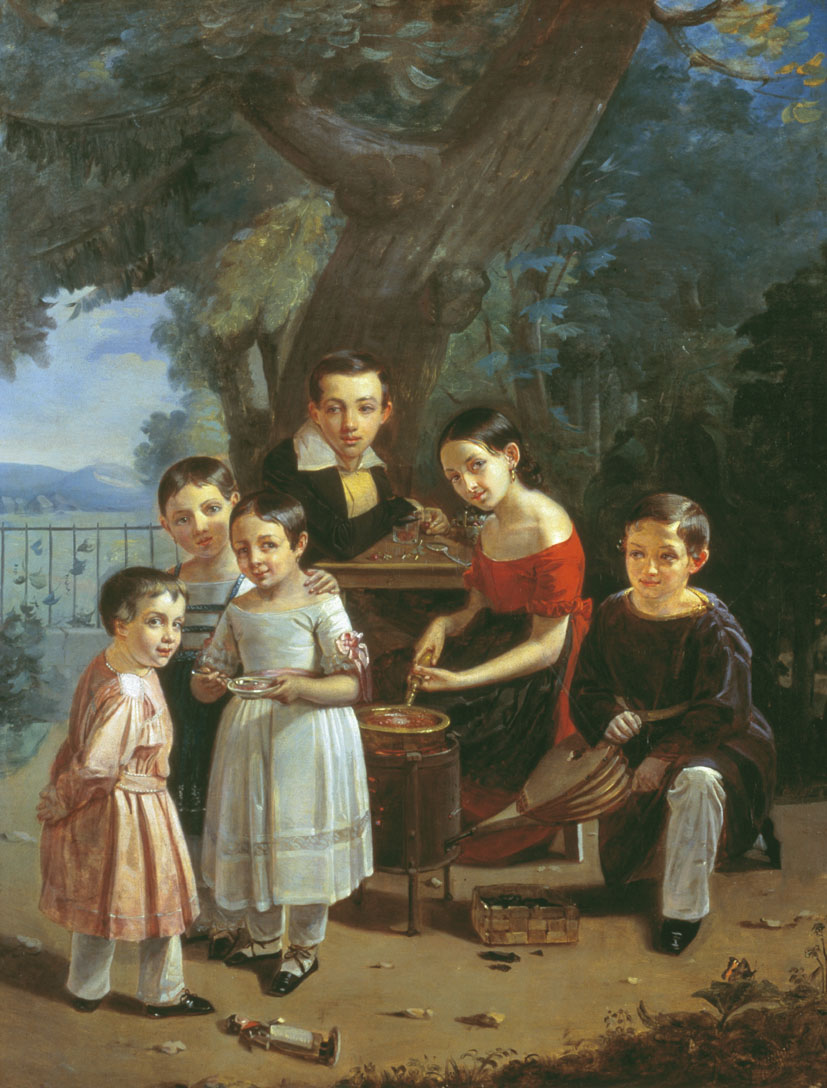
Діти Петра Єрмолова, 1839
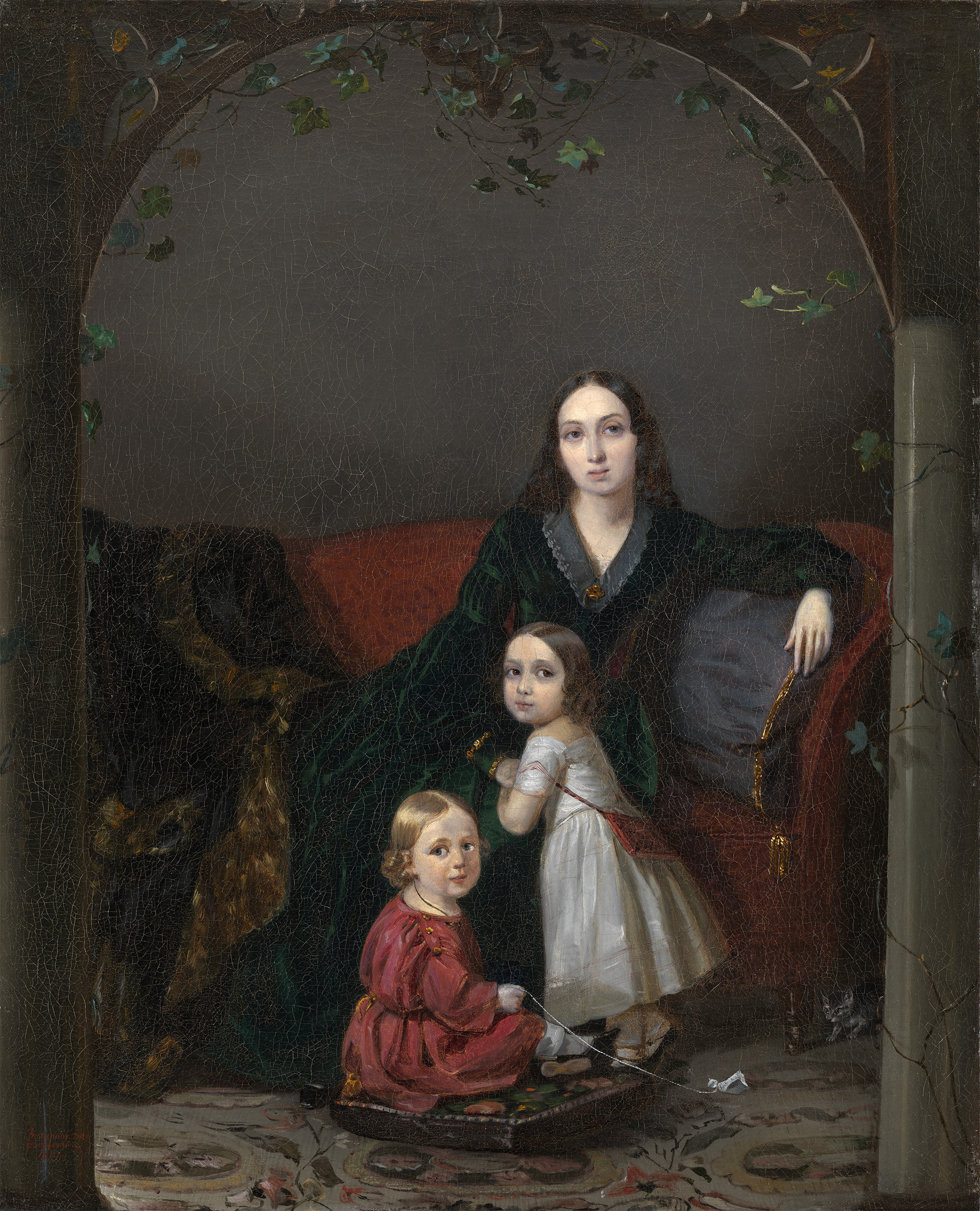
Невідома жінка з дітьми, 1840
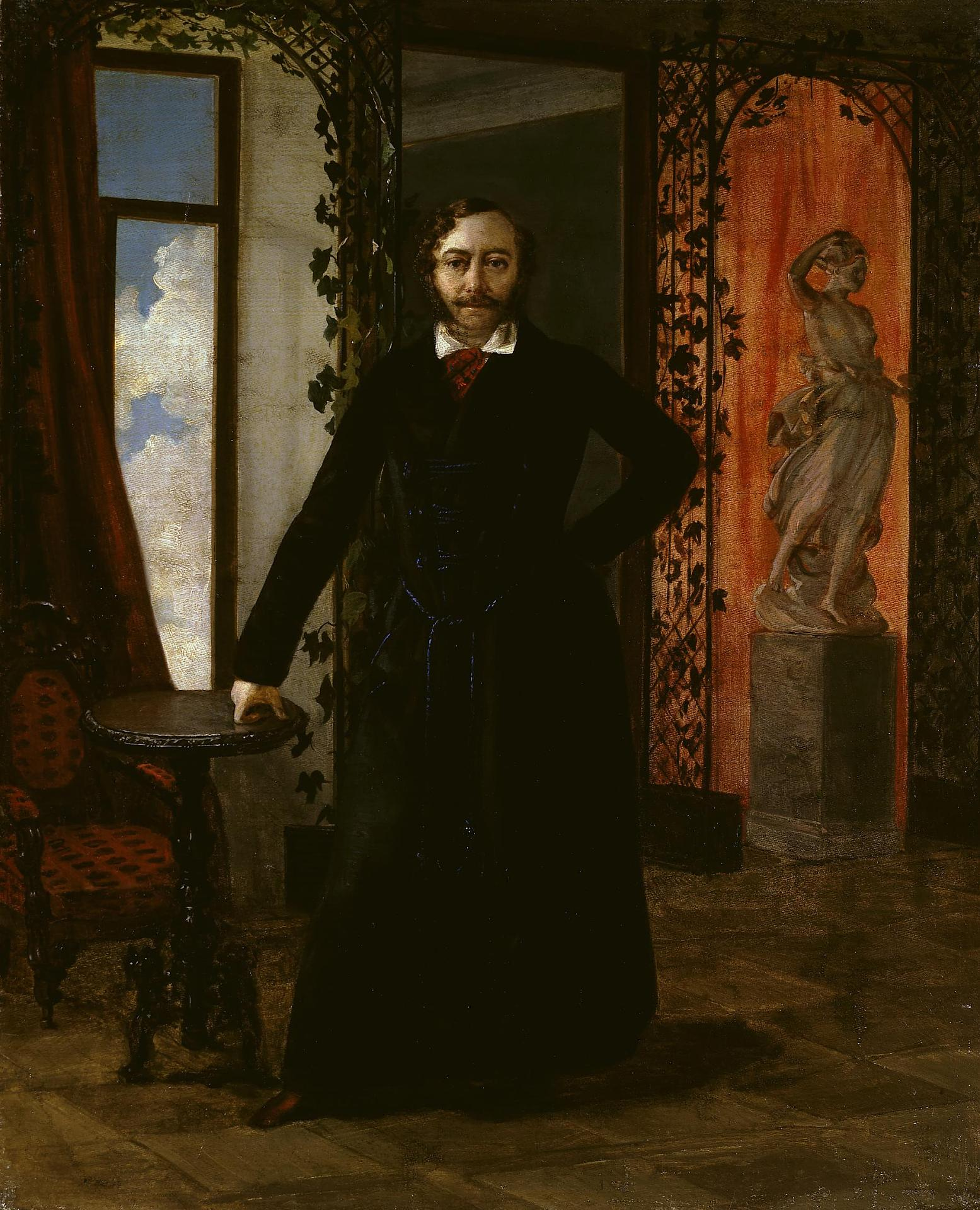
Портрет відставного військового, 1840
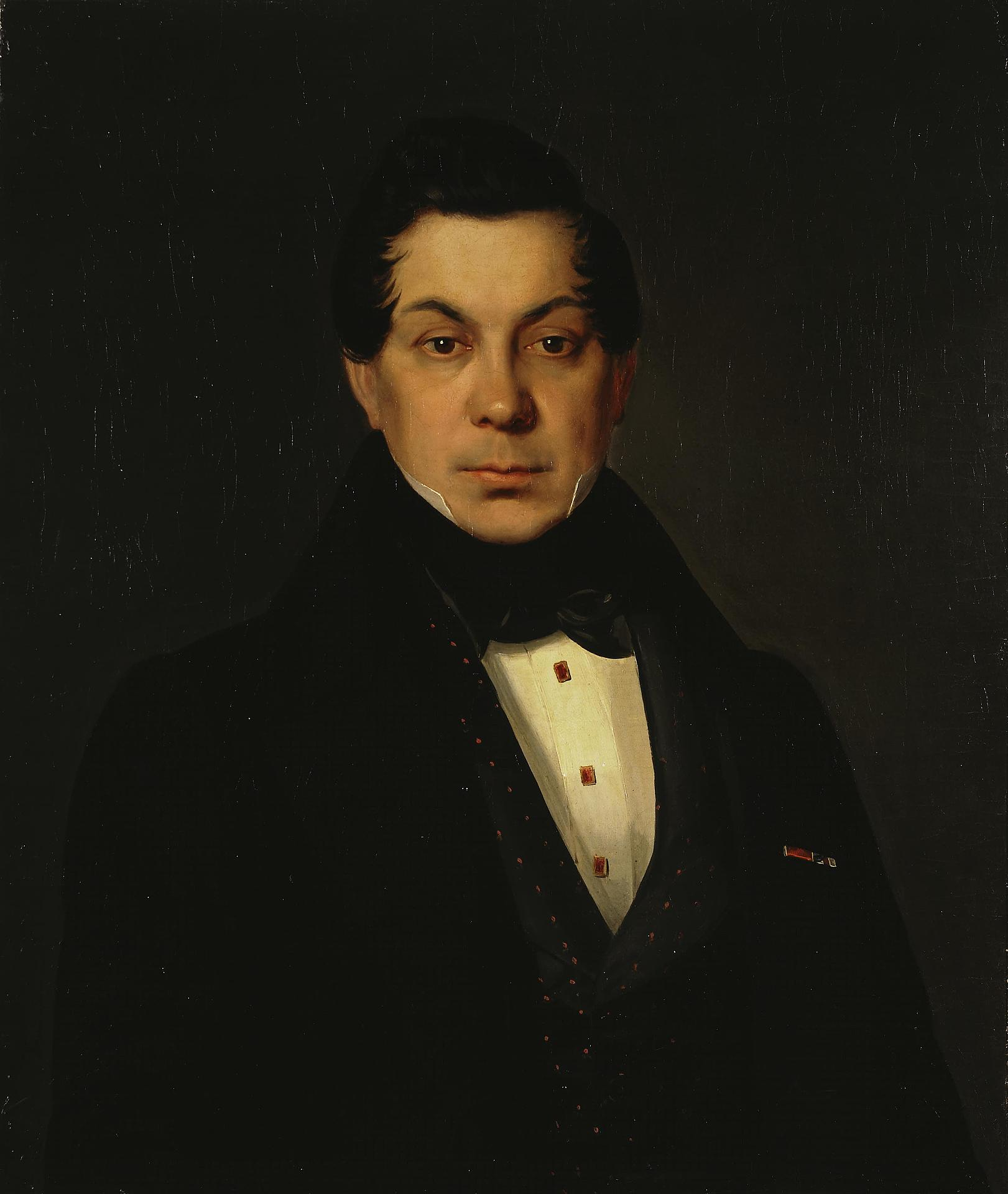
Купець І. А. Жадимерівський, після 1840
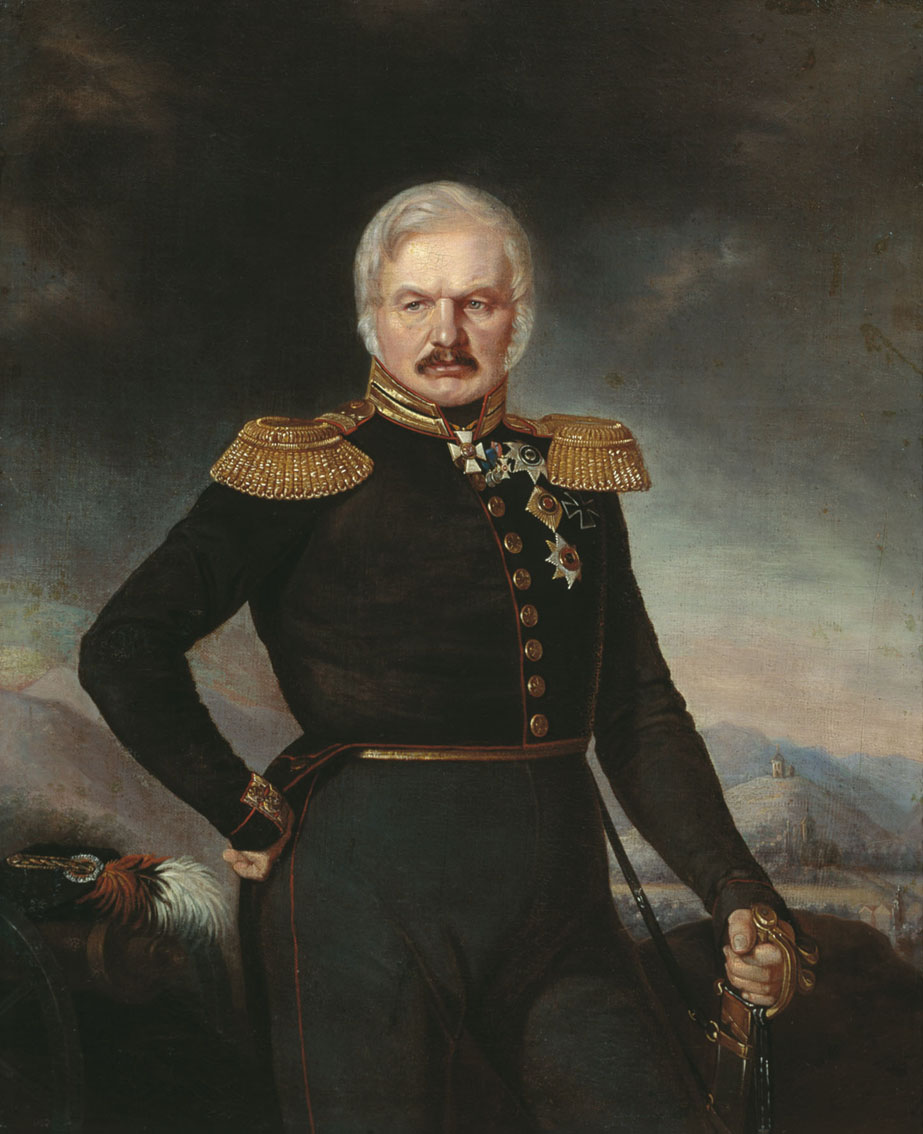
Портрет генерала Єрмолова, 1843
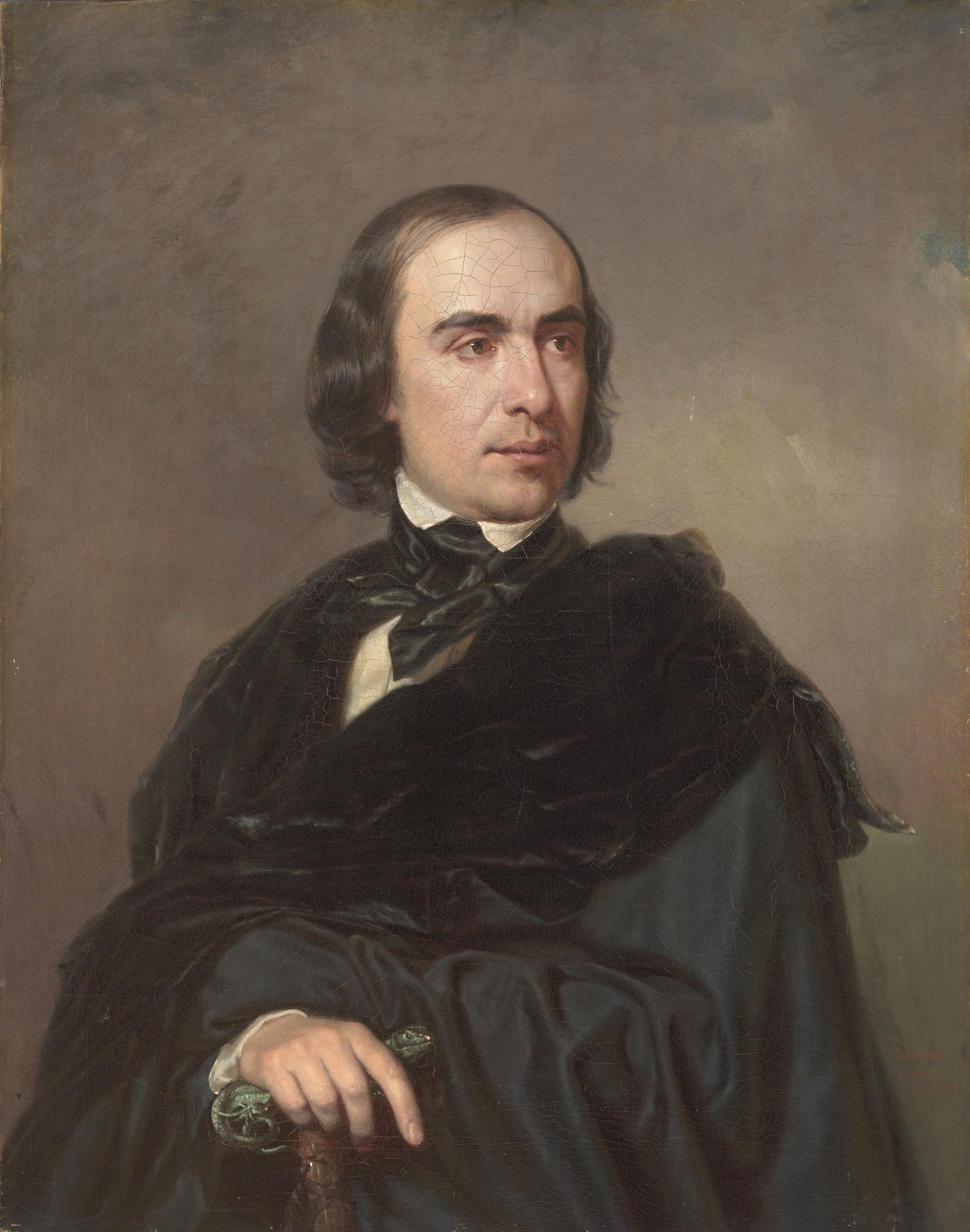
Т. М. Грановський, 1845

## Пам'ять

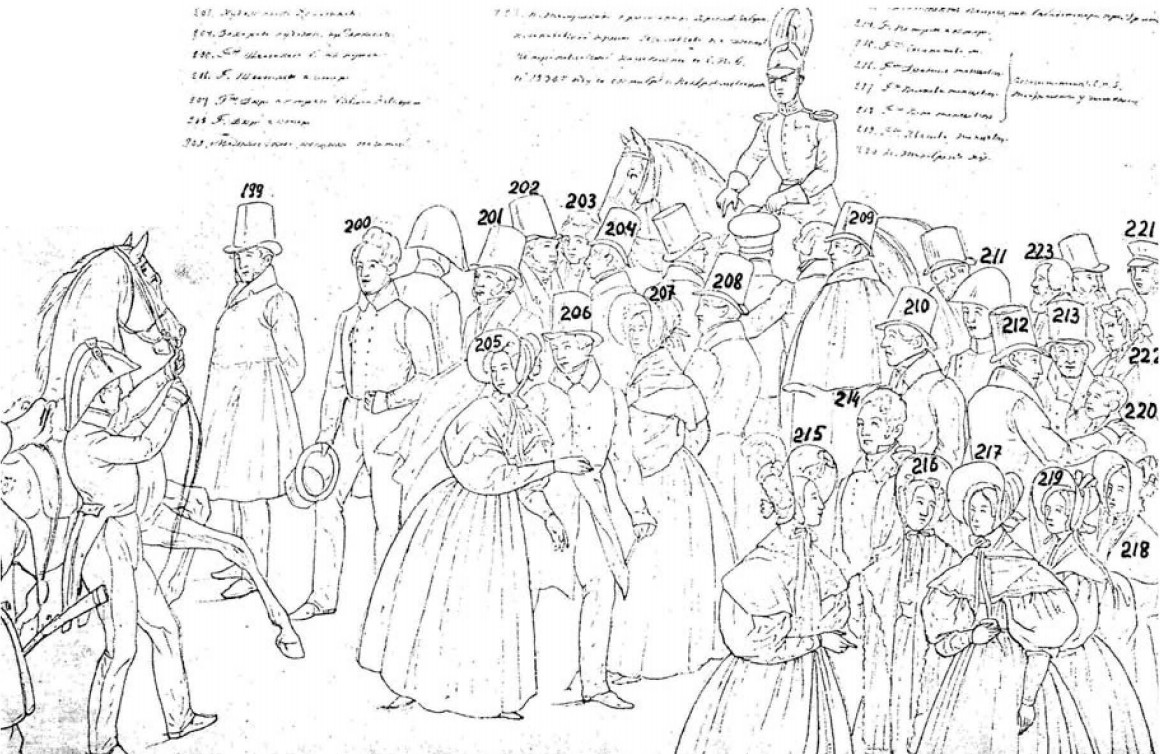
Ескіз картини Григорія Чернецова «Парад 6 жовтня 1831 року у Петербурзі».

Петра Захарова зображено на нарисі Михайла Скотті «Вірменин Нерсесов і чеченець Захаров» (1836).
Як показало дослідження М. Х. Шахбієвої, Захаров зображений на картині пейзажиста Григорія Чернецова «Парад 6 жовтня 1831 в Петербурзі». Список осіб, які мали бути зображені на картині, затверджувався особисто імператором Миколою I. В опублікованому згодом списку персонажів із числа глядачів Захаров фігурував під номером 204.
До початку першої чеченської війни у Грозному працював Чечено-Інгушський республіканський музей образотворчих мистецтв імені Петра Захарова.
1961 року в республіканському музеї образотворчого мистецтва пройшла фотовиставка робіт художника, присвячена 145-річчю від дня його народження. З цієї нагоди видавництвом «Грозненський робітник» було випущено буклет виставки.
У тому року в СРСР було випущено художній маркований конверт «Художник академік П. З. Захаров. 1816—1846».
1976 року в Грозному пройшла науково-практична конференція «Живописець Петро Захаров», присвячена 160-річчю від дня народження художника.
Картина Захарова «Пустинні пасовища вдень» згадується у книзі американського фантаста Ентоні Марри «Цар кохання та техніки».
У 2016 році, до 200-річчя художника, ім'я Петра Захарова присвоєно грозненській дитячій художній школі № 2, а Спілкою письменників Чечні було випущено ювілейну медаль «Академік Петро Захаров».
У тому ж році в Росії було випущено односторонню поштову картку з автопортретом Петра Захарова.
5 жовтня 2017 року у Грозному відкрився сквер імені Петра Захарова.

## Центри зберігання

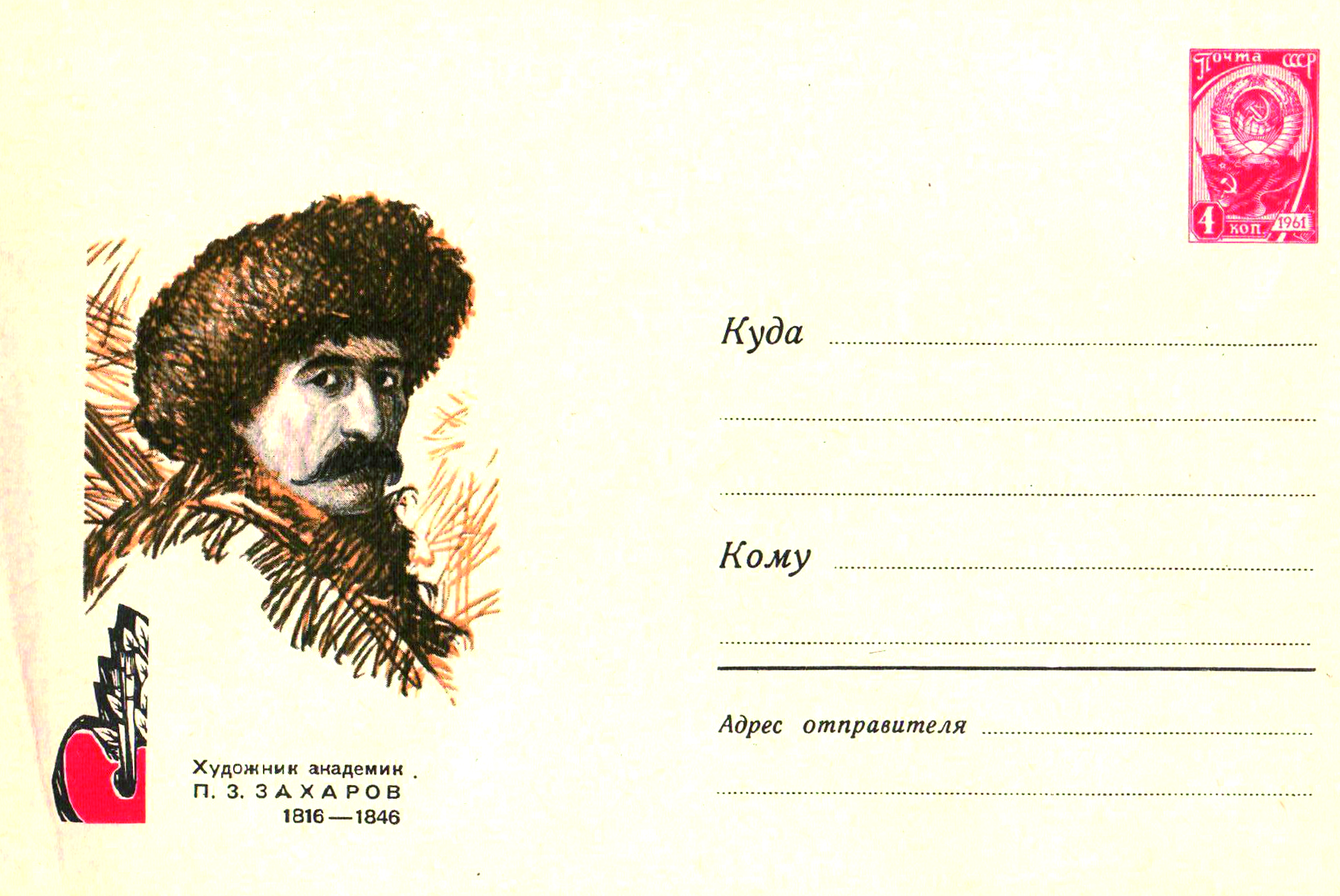
Конверт СРСР 1961 року.

Станом на грудень 2016 року роботи Захарова зберігалися в 17 музеях Росії та 4-х зарубіжних. Серед них: Державна Третьяковська галерея, Ермітаж, Державний Російський музей, Державний музей А. А. З. Пушкіна , Музей Ст. А. Тропініна та московських художників його часу , Національний музей Чеченської Республіки, Тамбовська обласна картинна галерея, Орловський музей образотворчих мистецтв та інші.